# 바르샤바 라돔 공항

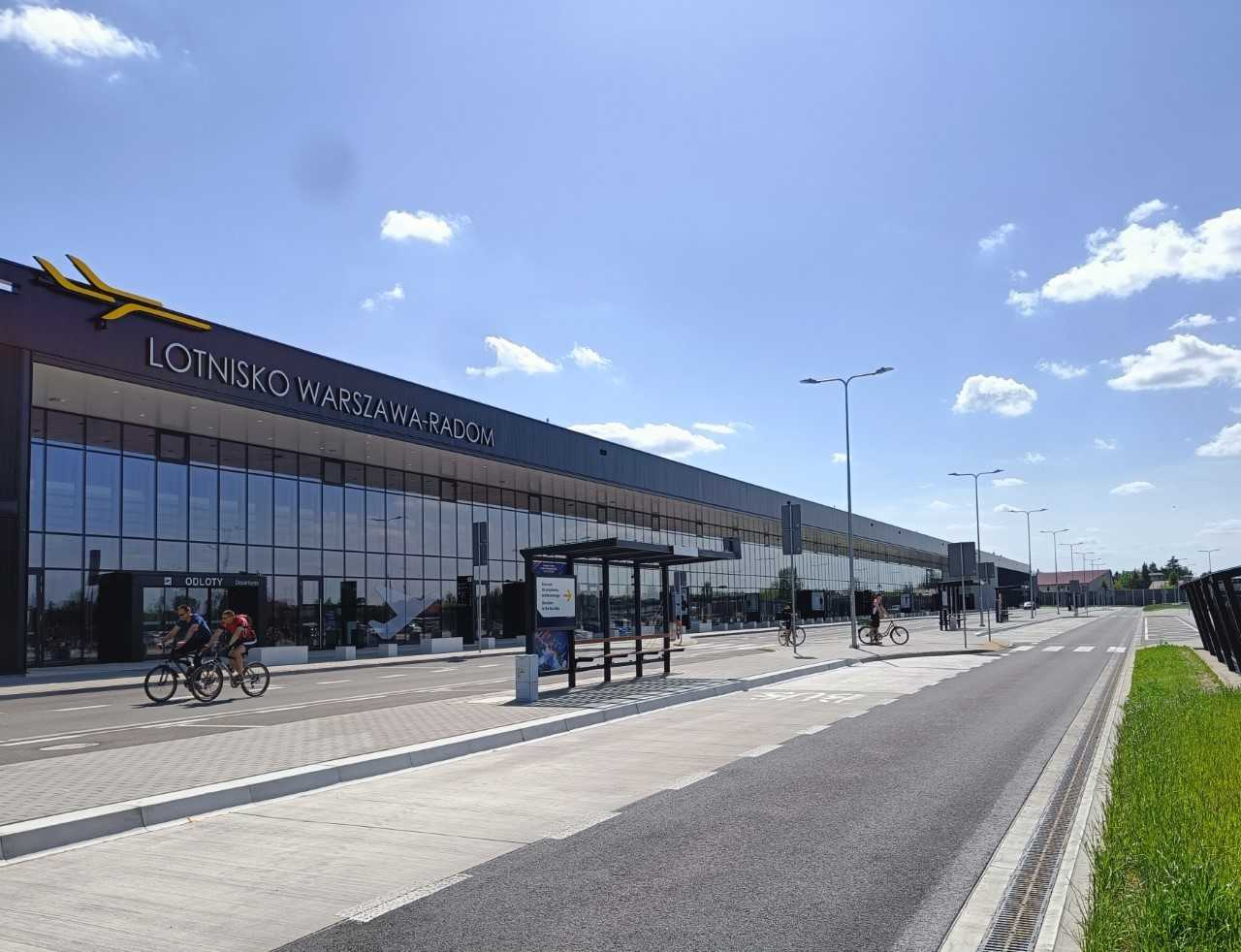
바르샤바 라돔 공항 외관

바르샤바 라돔 라돔의 영웅들 1976년 6월 공항(폴란드어: Port Lotniczy Warszawa-Radom im. Bohaterów Radomskiego Czerwca 1976 roku, IATA: RDO, ICAO: EPRA), 간단히 바르샤바 라돔 공항(폴란드어: Port Lotniczy Warszawa-Radom), 구 명칭 라돔 사드쿠프 공항(폴란드어: Lotnisko Radom-Sadków)은 폴란드 마조프셰주 라돔에 있는 공항이다. 라돔 도심에서 동쪽으로 약 3 km (1.9 mi), 바르샤바에서 100 km (62 mi) 떨어져 있다.